# روبي دفريوإكس
روبي دفريوإكس (بالإنجليزية: Robbie Devereux)‏ (13 يناير 1971 في المملكة المتحدة - ) هو لاعب كرة قدم بريطاني في مركز الوسط. لعب مع باتريك أتلتيك وكولتشستر يونايتد ونادي دوندالك ونادي ساوثبورت ونادي شيلبورن ونادي سودبوري وCornard United F.C. ‏.

## وصلات خارجية
- روبي دفريوإكس على موقع Soccerbase.com (لاعب) (الإنجليزية)